# 斯塔布萊爾山
46°10′42″N 10°36′11″E / 46.17834°N 10.60318°E
斯塔布萊爾山（義大利語：Monte Stablel），是意大利的山峰，位於該國北部，由特倫蒂諾-上阿迪傑大區負責管轄，屬於阿達梅洛-普雷薩內拉阿爾卑斯山脈的一部分，海拔高度2,859米，每年平均降雨量1,357毫米。